# Strike (televisieserie)
Strike is een Britse televisieserie van de BBC, gebaseerd op de detectiveromans van Robert Galbraith, het pseudoniem van J.K. Rowling. Het eerste seizoen van de miniserie behandelt de eerste roman Koekoeksjong.

## Het verhaal
Na een ongeluk tijdens een legermissie heeft Cormoran Strike een been verloren. Hij verlaat het leger en verdient daarna de kost als privédetective. De zaken lopen echter niet zo goed, en ook privé gaat alles niet zoals het zou moeten gaan. Zijn relatie loopt op de klippen en Cormoran ziet zichzelf genoodzaakt om te overnachten op een veldbedje in zijn kantoor. De volgende dag wordt Cormoran wakker door de interim-secretaresse die voor de deur staat. Cormoran wil haar eigenlijk wegsturen, want hij weet dat hij haar nooit kan betalen, tot plots de broer van een jeugdvriend voor de deur staat met het verzoek om de zelfmoord van diens adoptiezus en tevens wereldberoemd model te onderzoeken.

## Seizoenenoverzicht
| Seizoen | Aantal afleveringen | Originele uitzenddatum                |  |
| ------- | ------------------- | ------------------------------------- |  |
| 1       | 3                   | 27 augustus 2017 – 3 september 2017   |  |
| 2       | 2                   | 10 september 2017 – 17 september 2017 |  |
| 3       | 2                   | 25 februari 2018 – 4 maart 2018       |  |
| 4       | 4                   | 30 augustus 2020 – 13 september 2020  |  |

## Rolverdeling
| Personages          | Seizoenen                | Seizoenen             | Seizoenen                   |
| Personages          | Seizoen 1 (Koekoeksjong) | Seizoen 2 (Zijderups) | Seizoen 3 (Het Slechte Pad) |
| ------------------- | ------------------------ | --------------------- | --------------------------- |
| Cormoran Strike     | Tom Burke                | Tom Burke             | Tom Burke                   |
| Robin Ellacott      | Holliday Grainger        | Holliday Grainger     | Holliday Grainger           |
| Matthew Cunliffe    | Logan Kerr               | Logan Kerr            | Logan Kerr                  |
| DI Anstis           | Sargon Yelda             | Sargon Yelda          |                             |
| Shanker             | Ben Crompton             |                       | Ben Crompton                |
| DI Eric Wardle      | Killian Scott            |                       | Killian Scott               |
| Lula Landry         | Elarica Johnson          |                       |                             |
| John Bristow        | Leo Bill                 |                       |                             |
| Lady Yvette Bristow | Siân Phillips            |                       |                             |
| Tony Landry         | Martin Shaw              |                       |                             |
| Eric Wardle         | Killian Scott            |                       |                             |
| Derrick Wilson      | Brian Bovell             |                       |                             |
| Nick                |                          | Ian Attard            | Ian Attard                  |
| Ilsa                |                          | Caitlin Innes Edwards | Caitlin Innes Edwards       |
| Leonora Quine       |                          | Monica Dolan          |                             |
| Owen Quine          |                          | Jeremy Swift          |                             |
| Niall Brockbank     |                          |                       | Andrew Brooke               |
| Holly Brockbank     |                          |                       | Jessica Gunning             |
| Whittaker           |                          |                       | Matt King                   |

## Productie
Eind 2014 maakte de BBC bekend dat de Robert Galbraith boeken rond detective Cormoran Strike voor de BBC One naar een televisieserie zouden geadapteerd worden. 
In september van 2016 werd bekendgemaakt dat de Britse acteur Tom Burke de hoofdrol voor zijn rekening zou nemen. Twee maanden later werd bekendgemaakt dat Holliday Grainger de rol van Robin Ellacott voor haar rekening zou nemen. 
Op 14 november 2016 gingen de opnames in Londen van start. Vier maanden later, op 5 april 2017 werd de opnameperiode afgesloten. Tijdens de vier maanden durende productie werden zowel de afleveringen van het eerste, tweede als derde seizoen opgenomen.